# A.J. Ernststraat
A.J. Ernststraat – stacja metra w Amsterdamie, a właściwie przystanek szybkiego tramwaju, położona na linii 51 (pomarańczowej). Została otwarta 1 grudnia 1990. Znajduje się w dzielnicy Buitenveldert, na Buitenveldertselaan.